# Francesca Jones
Francesca Jones (ur. 19 września 2000 w Bradford) – brytyjska tenisistka.

## Kariera tenisowa
W karierze wygrała osiem turniejów singlowych rangi ITF. 28 lipca 2025 zajmowała najwyższe miejsce w rankingu singlowym WTA Tour – 84. pozycję, natomiast 22 lutego 2021 osiągnęła najwyższą lokatę w deblu – 541. miejsce.
Jako juniorka osiągnęła półfinał French Open 2017 w grze podwójnej dziewcząt.
W turnieju głównym zawodów wielkoszlemowych w grze pojedynczej zadebiutowała po przejściu kwalifikacji podczas Australian Open 2021, ostatecznie przegrywając w pierwszej rundzie.

## Życie prywatne
Urodziła się z rzadkim schorzeniem genetycznym, zespołem EEC, przez który występuje u niej brak jednego palca u każdej dłoni oraz trzech palców u nóg.
Dorastała w Oxenhope, ale w wieku dziewięciu lat przeniosła się do Barcelony, aby trenować w tamtejszej akademii tenisowej Sanchez-Casal. W wieku 16 lat przeniosła się do pobliskiej akademii tenisowej Ad-In, do której uczęszczała przez dwa lata.

## Historia występów wielkoszlemowych
Legenda
     W, wygrany turniej
     F, przegrana w finale
     SF, przegrana w półfinale
     QF, przegrana w ćwierćfinale
     xR, przegrana w x rundzie
     Qx, przegrana w x rundzie kwalifikacji
     A, brak startu
     NH, turniej nie odbył się

### Występy w grze pojedynczej
| Australian Open        | A    | A   | A   | A   | A   | 1R  | Q1 | A   | Q2  | Q2 | 0 / 1 | 0 – 1 |  |  |  |  |  |  |  |  |  |  |  |  |  |  |
| French Open            | A    | A   | A   | A   | A   | Q1  | A  | Q2  | A   |    | 0 / 0 | 0 – 0 |  |  |  |  |  |  |  |  |  |  |  |  |  |  |
| Wimbledon              | A    | A   | Q1  | Q1  | NH  | 1R  | A  | Q1  | 1R  |    | 0 / 2 | 0 – 2 |  |  |  |  |  |  |  |  |  |  |  |  |  |  |
| US Open                | A    | A   | A   | A   | A   | Q2  | A  | Q3  | Q2  |    | 0 / 0 | 0 – 0 |  |  |  |  |  |  |  |  |  |  |  |  |  |  |
|                        |      |     |     |     |     |     |    |     |     |    |       |       |  |  |  |  |  |  |  |  |  |  |  |  |  |  |
| Ranking na koniec roku | 1187 | 817 | 399 | 347 | 241 | 151 | –  | 288 | 160 |    | 0 / 3 | 0 – 3 |  |  |  |  |  |  |  |  |  |  |  |  |  |  |

### Występy w grze podwójnej
Francesca Jones nigdy nie startowała w rozgrywkach gry podwójnej podczas turniejów wielkoszlemowych.
| Turniej                | 2016 | 2017 | 2018 | 2019 | 2020 | 2021 | 2022 | 2023 | 2024 | 2025 |
| ---------------------- | ---- | ---- | ---- | ---- | ---- | ---- | ---- | ---- | ---- | ---- |
| Ranking na koniec roku | 1093 | –    | –    | –    | –    | 563  | –    | –    | 868  |      |

### Występy w grze mieszanej
Francesca Jones nigdy nie startowała w rozgrywkach gry mieszanej podczas turniejów wielkoszlemowych.

## Finały turniejów WTA 125
| Legenda                   | Legenda |
| ------------------------- | ------- |
| Wielki Szlem              |         |
| Igrzyska olimpijskie      |         |
| WTA Tour Championships    |         |
| od 2021                   |         |
| WTA 1000 (obowiązkowe)    |         |
| WTA 1000 (nieobowiązkowe) |         |
| WTA 500                   |         |
| WTA 250                   |         |
| WTA 125                   |         |

### Gra pojedyncza 1 (0–1)
| Końcowy wynik | Nr | Data          | Turniej         | Nawierzchnia | Przeciwniczka   | Wynik finału |
| ------------- | -- | ------------- | --------------- | ------------ | --------------- | ------------ |
| Finalistka    | 1. | 31 marca 2024 | San Luis Potosí | Ceglana      | Nadia Podoroska | 1:6, 2:6     |

## Finały turniejów ITF
| turnieje z pulą nagród 100 000 $ (W100) |
| turnieje z pulą nagród 80 000 $ (W80)   |
| turnieje z pulą nagród 60 000 $ (W75)   |
| turnieje z pulą nagród 40 000 $ (W50)   |
| turnieje z pulą nagród 25 000 $ (W35)   |
| turnieje z pulą nagród 15 000 $ (W15)   |

### Gra pojedyncza 14 (8–6)
| Rezultat     |    | Data       | Turniej       | ($)    | Naw.    | Przeciwniczka          | Wynik            |
| Finalistka   | 1. | 10/09/2017 | Hammamet      | 15 000 | Ceglana | Emily Arbuthnott       | 6:3, 5:7, 4:6    |
| Zwyciężczyni | 1. | 04/11/2017 | Asunción      | 15 000 | Ceglana | Fernanda Brito         | 6:3, 7:6(0)      |
| Zwyciężczyni | 2. | 21/04/2018 | Villa Dolores | 15 000 | Ceglana | Victoria Bosio         | 4:6, 6:4, 6:2    |
| Finalistka   | 2. | 21/07/2018 | Wiedeń        | 15 000 | Ceglana | Marta Leśniak          | 0:6, 3:6         |
| Zwyciężczyni | 3. | 29/07/2018 | Tampere       | 15 000 | Ceglana | Bojana Marinković      | 6:2, 7:6(2)      |
| Zwyciężczyni | 4. | 09/06/2019 | Mińsk         | 25 000 | Ceglana | Stephanie Wagner       | 6:3, 1:6, 6:2    |
| Zwyciężczyni | 5. | 16/06/2019 | Mińsk         | 25 000 | Ceglana | Jaqueline Cristian     | 7:6(6), 4:6, 6:1 |
| Finalistka   | 3. | 04/04/2021 | Villa María   | 25 000 | Ceglana | Beatriz Haddad Maia    | 7:5, 4:6, 2:6    |
| Zwyciężczyni | 6. | 18/07/2021 | Biarritz      | 60 000 | Ceglana | Oksana Sielechmietjewa | 6:4, 7:6(4)      |
| Finalistka   | 4. | 12/09/2021 | Montreux      | 60 000 | Ceglana | Beatriz Haddad Maia    | 4:6, 3:6         |
| Finalistka   | 5. | 23/04/2023 | Guayaquil     | 25 000 | Ceglana | Julia Riera            | 2:6, 5:7         |
| Finalistka   | 6. | 25/02/2024 | Hammamet      | 25 000 | Ceglana | Lucija Ćirić Bagarić   | 1:2 krecz        |
| Zwyciężczyni | 7. | 26/05/2024 | Grado         | 60 000 | Ceglana | Kathinka von Deichmann | 6:1, 7:5         |
| Zwyciężczyni | 8. | 30/03/2025 | Vacaria       | 60 000 | Ceglana | Léolia Jeanjean        | 1:6, 6:4, 6:1    |

### Gra podwójna 1 (0–1)
| Rezultat   |    | Data       | Turniej  | ($)    | Naw.    | Partnerka         | Przeciwniczki                       | Wynik    |
| Finalistka | 1. | 21/05/2016 | Hammamet | 15 000 | Ceglana | Emmanuelle Girard | Natalija Kostić Hanna Poznichirenko | 4:6, 4:6 |